# Kanton Auch-2
Auch-2  is een kanton van het Franse departement Gers. Het kanton maakt deel uit van het arrondissement Auch.

In 2019 telde het 10.077inwoners.

Het kanton werd gevormd ingevolge het decreet van 26 februari 2014 met uitwerking op 22 maart 2015, met Auch als hoofdplaats.

## Gemeenten
Het kanton omvat volgende  gemeenten: 
- Auch (hoofdplaats) (noordelijk deel)
- Ansan
- Aubiet
- Blanquefort
- L'Isle-Arné
- Juilles
- Lahitte
- Leboulin
- Lussan
- Marsan
- Montégut
- Montiron
- Nougaroulet
- Saint-Caprais